# Junji Kawano
Junji Kawano (n. 11 iulie 1945) este un fost fotbalist japonez.

## Statistici
| Japonia | Japonia | Japonia |
| An      | Meciuri | Goluri  |
| ------- | ------- | ------- |
| 1968    | 1       | 0       |
| 1969    | 1       | 0       |
| Total   | 2       | 0       |